# Walter Armitage
Walter Armitage (Joanesburgo, 1 de junho de 1906 – Nova Iorque, 22 de fevereiro de 1953) foi um dramaturgo sul-africano, ator de cinema e teatro.

## Filmografia selecionada
- Potiphar's Wife (1931)
- A Honeymoon Adventure (1931)
- The Love Habit (1931)
- Bombay Mail (1934)
- The Dover Road (1934)
- Great Expectations (1934)